# Superman (Comicserien)
Dieser Artikel bietet einen Überblick über die verschiedenen Comicserien, die der US-amerikanische Verlag DC-Comics seit 1938 über die fiktive Figur des Superhelden Superman veröffentlicht hat bzw. veröffentlicht.
Dabei wird eine knappe Zusammenfassung geboten, die neben den formalen Veröffentlichungsdaten (Erscheinungszeitraum, Zahl der erreichten Ausgaben) der aufgeführten Serien, auch Angaben über die beteiligten Autoren und Zeichner, sowie über herausragende, publikationshistorische Besonderheiten vermerkt. Falls ein Hauptartikel zu einer der Comicserien vorhanden ist, wird darauf verwiesen.

## Superman-Serien

### Action Comics
Im Juni 1938 erschien mit Action Comics #1 die erste Ausgabe dieser Reihe, in der Superman seinen ersten Auftritt hatte und die seitdem regelmäßig bei DC erscheint. Im Jahr 2011 endete die erste und startete die zweite Serie.

### Adventure Comics
Eine Reihe, die zu großen Teilen die Abenteuer von Superboy, dem jugendlichen Superman, zeigte.

### Adventures of Superman
Adventures of Superman (auch: The Adventures of Superman; dt. Die Abenteuer von Superman) ist der Titel einer Serie die DC-Comics zwischen Januar 1987 und April 2003 veröffentlichte. Die Serie erreichte 226 Ausgaben die als Nummern #424 bis #629 ausgewiesen wurden. Hinzu kamen die beiden Sondernummern #0 (Oktober 1994; zwischen #516 und #517) und #1.000.000 (November 1998; zwischen #562 und #563) sowie neun als Adventures of Superman Annual betitelter Sonderausgaben (1987–1997).
Der umständliche Nummerierungsmechanismus ist dem Umstand zu verdanken, dass die Serie nach ihrem Start nicht – wie normalerweise üblich – mit einer Ausgabe #1 begann, sondern die Nummierung der 1986 mit Ausgabe #423 eingestellten ursprünglichen Superman-Serie – die kurz als Superman betitelt (die erste Superman-Serie, später zur Unterscheidung mit dem Zusatz „Vol.1“ versehen) – aufgriff: So erschien die erste Ausgabe der Adventures of Superman mit der an Superman (Volume 1) anknüpfenden Heftnummer #424, die zweite Ausgabe als #425 usw. Der Titel Adventures of Superman wurde in Anlehnung an die gleichnamige Fernsehserie der 1950er Jahre sowie als eine Anspielung auf die klassische Serie Adventure Comics – in der einst Geschichten um Supermans jugendliches Alter Ego Superboy erschienen waren – gewählt.
Hauptautoren der Adventures of Superman waren Marv Wolfman, Jerry Ordway, Dan Jurgens, Karl Kesel, Stuart Immonen, J.M. DeMatteis und Greg Rucka. Als Stammzeichner arbeiteten an der Serie einerseits Ordway, Jurgens und Immonen – die viele der von ihnen verfassten Geschichten in Personalunion auch selbst illustrierten – sowie Tom Grummett. Gastzeichner waren unter anderem José Luis García-López. Zudem waren Künstler wie Doug Hazlewood und Joe Rubinstein als Tuscher und Glenn Whitmore als Colorist an der Serie beteiligt.

### DC Comics Presents
Eine Team-Up-Serie, in der Geschichten veröffentlicht wurden, in denen Superman mit wechselnden anderen Charakteren im Besitz von DC gemeinsame Abenteuer bestritt.

### Superman

#### Erste Serie
Die ursprüngliche Superman-Serie (Volume 1) wurde am 24. Dezember 1938 gestartet. Nachdem sie zunächst vierteljährlich erschienen war, wurde der Erscheinungsmodus schließlich zugunsten eines zweimonatlichen Veröffentlichungsrhythmus geändert und Ende 50er Jahre erfolgte schließlich die Umstellung auf eine monatliche Erscheinungsweise. Das erste Heft der Serie wurde im August 2016 für rund eine Million Euro versteigert.

#### Zweite Serie
Die zweite kurz als Superman betitelte Serie, die in Sammlerkatalogen und Fachdatenbanken zwecks der Unterscheidbarkeit von Heften der ersten Superman-Serie mit identischer Heftnummer meist als Superman (Volume 2) oder Superman (Vol.2) gekennzeichnet wird, erschien zwischen Januar 1987 und April 2006. Die Serie erreichte 226 Ausgaben sowie zwei Sondernummern, die auf den Titelblättern die Nummern #0 und #1.000.000 führten.
Unter den Heften dieser Serie ist insbesondere die Ausgabe #75 vom Januar 1993 hervorzuheben, die den Tod des Titelhelden im Kampf gegen eine mörderische Kreatur namens Doomsday schildert, und die mit mehr als sieben Millionen verkauften Exemplaren das meistverkaufte Comicheft überhaupt ist.
Als Hauptautoren der Serie fungierten John Byrne (#1–23), Roger Stern, Jerry Ordway, Dan Jurgens (#60–150) und Jeph Loeb. Zu den wichtigsten Zeichnern zählten Byrne, Ordway und Jurgens – die viele der von ihnen verfassten Geschichten in Personalunion auch selbst visualisierten – sowie Ron Frenz. Als Gastzeichner agierten unter anderem Mike McKone und Gil Kane. Zu den Tuschern, die an der Serie arbeiteten, zählen unter anderem Brett Breeding und Joe Rubinstein, während die Colorierung besonders häufig von Glenn Whitmore besorgt wurde.

#### Dritte Serie
Als für einen Neustart des DC-Universums im Jahr 2011 alle Comicreihen von DC Comics eingestellt wurden, war im Herbst die #714 die letzte Ausgabe der zweiten Reihe, und es gab eine neue #1 als eine von 52 Comicreihen.

### Superman/Batman
Superman/Batman ist eine Serie, die von DC-Comics seit August 2003 veröffentlicht wurde. Die Serie erschien im monatlichen Rhythmus und hatte beim Serienende im Herbst 2011 87 Ausgaben erreicht.

### Superman Family
The Superman Family war eine Serie, die DC-Comics zwischen April und Mai 1974 und September 1982 herausgab. Die Serie erreichte 59 Ausgaben, die auf den Titelblättern als Nummern #164 bis #222 ausgewiesen waren. Der Beginn der Heftnummerierung mit #164 ist dabei dem Umstand geschuldet, dass sie an die Nummerierung der Serie Superman’s Girlfriend Lois Lane anknüpfte, die kurz zuvor mit der Ausgabe #221 eingestellt worden war.
Die Serie erschien zunächst alle zwei Monate, wechselte aber schließlich – beginnend mit #207 von 1981 – ihren Veröffentlichungsmodus zugunsten einer monatlichen Erscheinungsweise. 1982 wurde Superman Family eingestellt, um Platz für die neustartende Serie Daring New Adventures of Supergirl zu machen.
Inhaltlich fasste Superman Family die zuvor als eigenständige Serien erschienenen Titel Superman’s Girlfriend Lois Lane und Superman’s Pal Jimmy Olsen in einem gemeinsamen Format zusammen, in dem Geschichten über beide Charakter erzählt wurden. Darüber hinaus beinhaltete Superman Family häufig Geschichten aus den in loser Folge fortgesetzten Reihen Supergirl, Superboy, The Private Life of Clark Kent, Mr. and Mrs. Superman, Nightwing and Flamebird und Krypto, die zuvor in keiner eigenständigen Serie erschienen waren. Hinzu kamen Neuabdrucke von alten Lois Lane, Jimmy Olsen oder Supergirl-Geschichten aus den beiden Vorgängertiteln oder den Kern-Superman-Serien Superman und Action Comics.

### Superman: The Man of Steel

#### Miniserie
Nach der Crisis on Infinite Earths wurde die Entstehungsgeschichte Supermans im Jahr 1986 neu erzählt, was im Rahmen der sechsteiligen Reihe Man of Steel geschah, deren Autor und Zeichner John Byrne war.

#### Monatsserie
Superman: The Man of Steel war eine Comicserie die DC-Comics zwischen 1991 und 2003 veröffentlichte.
Die Serie erreichte 134 Ausgaben zuzüglich zweier Sondernummern die als #0 (Oktober 1994; erschien zwischen Ausgabe #37 und #38) und #1.000.000 (November 1998) ausgezeichnet waren und von sechs als Superman: The Man of Steel Annual betitelter Sonderausgaben (1991–1995, 1997). Hinzu kam eine im Dezember 1995 publizierte Postersammlung die als Superman: The Man of Steel Gallery #1 erschien.
Hauptautoren der Serie waren Louise Simonson (1–85) und Mark Schultz (#89–120). Hauptzeichner der Serie waren Jon Bogdanove und Doug Mahnke, als Gastzeichner fungierten zudem häufiger Paul Pelletier und Scot Eaton, sowie vereinzelt Tom Grummett, Bob McLeod, Dan Jurgens und Jerry Ordway. Langjähriger Haupttuscher der Serie war Dennis Janke, der gelegentlich von Brett Breeding vertreten wurde, während die Colorierung von Glenn Whitmore besorgt wurde.

### Superman: The Man of Tomorrow
Superman: The Man of Tomorrow (dt. „Superman – Der Mann von Morgen“) war eine viermal jährlich erscheinende Serie die DC-Comics zwischen 1996 und 1999 veröffentlichte.
Die Serie erreichte fünfzehn Ausgaben (#1–15) sowie eine als Ausgabe #1.000.000 ausgewiesene Sonderausgabe. Der Gedanke, der hinter dem Start der Serie stand, war der, die vierteljährlich auftretende „Sabbatwoche“ zu schließen in der aufgrund von DCs Superman-Veröffentlichungsschema in den Jahren 1991 bis 1995, kein Superman-Comicheft auf den Markt kam. Der monatliche Erscheinungsrhythmus der vier Superman-Hauptserien dieser Zeit (Action Comics, Adventures of Superman, Superman, Superman: Man of Steel) brachte es mit sich, dass viermal im Jahr – in jenen Monaten mit einer fünften Woche – kein Superman-Heft erschien. Um den in zahlreichen Leserbriefen geäußerten Wunsch zu befriedigen, nicht nur 48, sondern alle 52 Wochen des Jahres mit Superman-Comics abzudecken, beschloss der damalige Chefredakteur von DCs Superman-Abteilung, Mike Carlin, eine fünfte, vier Mal jährlich erscheinende Superman-Serie zur Schließung dieser Lücke ins Leben zu rufen. Die Serie erhielt zur Unterscheidung von den anderen Superman-Serien den Untertitel The Man of Tomorrow – der in Anlehnung an einen alten Spitz- und Rufnamen Supermans gewählt wurde – und wurde zunächst immer in Monaten mit fünf Wochen in der fünften Monatswoche publiziert.
Ab 1998 begann DC jedoch vermehrt, in jenen Monaten mit einer fünften Monatswoche andere Sonderausgaben – die sogenannten „Fifths Week Events“ – zu publizieren. In der Folge erschien Man of Tomorrow – um Kollisionen mit dem FWEs zu vermeiden – nicht mehr quartalsmäßig, sondern einfach nur viermal pro Jahr zu einem beliebigen Zeitpunkt, was häufig zur Folge hatte, dass die Man of Tomorrow Hefte parallel zu den Heften anderer Superman-Serien auf den Markt kamen. Da dies den Sinn der Serie aushöhlte beschloss DC 1999 die Serie – deren vier Jahresausgaben zwischen 1996 und 1999 jenen Abonnenten, die alle vier übrigen Superman-Serien bezogen, als Abonnentengeschenk gratis zugeschickt wurden („Subscribe 48, get 4 free“) – einzustellen.
Autoren die für die Serie schrieben waren Roger Stern, Louise Simonson und J.M. DeMatteis. Die Liste der Zeichner umfasst Tom Grummett, Tom Morgan, Paul Ryan und Ryan Sook. Zu den Inkern der Serie zählten Brett Breeding und Jeff Gan.

### Superman’s Girl Friend Lois Lane
Die Serie Superman’s Girl Friend Lois Lane brachte Comics, die v. a. von Lois Lane handelten.

### Superman’s Pal Jimmy Olsen
Superman’s Pal Jimmy Olsen, war eine Spin-off-Serie von Superman und Action Comics, die von 1956 bis 1974 lief. Die Serie hatte zwar in erster Linie die Abenteuer von Supermans selbsternannten „besten Freund“, dem jungen Fotografen James „Jimmy“ Olsen, zum Inhalt, wie aber schon die Nennung von Superman im Namenszug des Titels erkennen lässt, spielte der Superheld eine Rolle die über die einer normalen Nebenfigur weit hinausging und war de facto eine zweite Hauptfigur, die in praktisch jeder Geschichte eine maßgebliche Rolle spielte.

### World’s Finest Comics
World’s Finest Comics war eine zwischen 1942 und 1982 veröffentlichte Serie, die Geschichten zum Inhalt hatte, in denen Superman gemeinsame Abenteuer mit seinem Heldenkollegen Batman erlebte.

## Superman-Geschichten und -Miniserien
Im Laufe der Zeit sind immer wieder abgeschlossene Geschichten von und mit Superman erschienen, die sich zum Teil über mehrere Serien erstreckten (Auflistung nicht vollständig):
- Das Geschenk (Superman: For the Man who has everything; Einzelausgabe)
- Der Tag, an dem Superman starb (The Death of Superman; serienübergreifende Geschichte)
- Superman gegen Spider-Man (Superman vs. The Amazing Spider-Man; Crossover)
- Superman: Kryptons letzter Sohn (Last Son; mehrteilige Geschichte aus den Action Comics)
- Superman vs. Muhammad Ali (Crossover)
- Was wurde aus dem Mann von Morgen? (Superman: Whatever Happened to the Man of Tomorrow?; serienübergreifende Geschichte)
- Superman: Birthright. Die Geburt des Helden (Superman: Birthright)
- diverse weitere Crossover und Elseworlds mit Superman als Hauptfigur

## Triangelnummer
Mit der Neuausrichtung der DC-Comics Mitte der 80er-Jahre (siehe dazu Crisis on Infinite Earths), trat an die Stelle eines einzigen Erzählstrangs der Superman-Comics eine immer vielsträngigere und verschachteltere Erzählstruktur mit weiteren, immer eigenständigeren Nebengeschichten. Zu Beginn der 1990er hatten die Comicautoren dieses Konzept so weit vorangetrieben, dass die Erzählstruktur der Superman-Serien ähnlich zu den amerikanischen Daily Soaps wurde. Ein Heft von 22 Seiten bestand aus verschiedenen Handlungssequenzen. Dabei kam es zu immer neuen „Sprüngen“ von einem Handlungsschauplatz zum nächsten und wieder zurück, die mitunter nur zwei, manchmal gar nur eine, Seite einnahmen, bevor der nächste Szenenwechsel den Leser zu einem anderen Handlungsort und -strang brachte. Diesem Konzept wurde Rechnung getragen, indem die verschiedenen Superman-Serien, die zuvor weitgehend voneinander losgelöst gewesen waren, nach dem Prinzip „Fortsetzung folgt …“ durch ständige Cliffhanger miteinander verbunden wurden. Das Gespann aus Autor und Zeichner das eine Serie betreute, wurde damit beauftragt, fortan nicht nur ihre eigenen Geschichten zu erzählen, sondern den Handlungsfaden aus dem zuletzt erschienen Superman-Heft – gleich welcher der diversen Superman-Reihen – aufgreifen und in ihrer eigenen Reihe weiterführen. Die drei Reihen Action Comics, The Adventures of Superman und Superman wurden 1991 außerdem durch die vierte Serie Superman: The Man of Steel ergänzt, sodass nun fast wöchentlich ein Superman-Comic erschien.
Um dem Leser anzuzeigen, in welcher Reihenfolge die einzelnen Hefte gelesen werden sollen, um die verschiedenen Handlungsstränge kontinuierlich, ohne Lücken und Sprünge weiterverfolgen zu können, wurden die Titelblätter sämtlicher Hefte dieser vier Serien mit sogenannten Triangelnummern versehen. So erhielt zu Beginn Superman (Vol.2) #51 die Nummer 1/1991, das inhaltlich daran anknüpfende Heft der Serie The Adventures of Superman #474 die Nummer 2/1991, das hierauf folgende Heft aus der Serie Action Comics #661 die Nummer 3/1991 usw. Die Bezeichnung der Nummern ist auf ein kleines, auf der Spitze stehendes Dreieck zurückzuführen, das die jeweilige Zahl umrahmt und vom Aussehen an eine Triangel erinnert. Mit der Einführung der fünften, vierteljährlich erscheinenden Serie Superman: The Man of Tomorrow im Sommer 1995 (28/1995), gab es jede Woche eine Superman-Ausgabe. Als die Comic-Serien zu Beginn des 21. Jahrhunderts wieder weniger eng miteinander verwoben waren, folgte das vorübergehende Ende der Triangelnummern mit Nummer 4/2002 (Action Comics #785).
Ende 2008 begann die Geschichte um „New Krypton“, wofür auch wieder serienübergeifend von Nummer 1 ab nummeriert wurde (Superman: New Krypton Special #1), diesmal in einem dem Superman-Emblem nachempfunden Fünfeck, aber ohne Angabe einer Jahreszahl. Mit der Nummer 35 (Superman (Vol.1) #690) wurde die Zählung eingestellt, um für die neue Story-Line über die Verbannung aller Kryptonier von der Erde Ende 2009 in Superman Secret Files 2009 #1 bei 0 eine neue Zählung zu beginnen. Diese Zählung wurde mit Triangelnummer 43 (Adventure Comics #11 (#514)) eingestellt.
Die acht Ausgaben der letzten, im Rahmen von The New 52 veröffentlichten, serienübergreifenden Superman-Geschichte The Final Days of Superman (Mitte 2016; dt. Die letzten Tage von Superman) trugen in einem Superman-Logo auf der Heftvorderseite Nummern; Superman (Vol.3) #51 hatte die Nummer 1, die #52 derselben Serie die Nummer 8.